# Zoológiai Nevezéktan Nemzetközi Kódexe
A Zoológiai Nevezéktan Nemzetközi Kódexe (International Code of Zoological Nomenclature, ICZN) zoológiai szabályok gyűjteménye, amely egy alapvető célt szolgál: teljes egyetemességet és folyamatosságot biztosít az állatok taxonómiai megítélés szerinti elnevezéséhez.
A Kódexet arra szánták, hogy az állatok nevezéktanának útmutatója legyen, bizonyos mértékű szabadságot engedve a zoológusok számára az új fajok és a magasabb szintű taxonok osztályozása során.
Az hogy egy faj valódi-e vagy sem, szubjektív döntés tárgya, de az nem, hogy egy név alkalmazható-e vagy sem; a Kódex csak az utóbbira vonatkozik. Egy új taxon név publikálása a Kódex figyelembe vétele nélkül azt eredményezheti, hogy a név nem felel meg bizonyos szabályoknak, így egyszerűen „érvénytelenné” válik, vagy kiszorul a tudomány területéről (mint a Loch Ness-i szörny „tudományos neve”).
A Kódex szabályai meghatározzák, hogy mely nevek lehetnek érvényesek egy taxon számára, beleértve az alfajokat és alcsaládokat is. A rendelkezések felfüggesztésre kerülhetnek vagy megváltozhatnak, azokban az esetekben, amikor a szigorú betartásuk zavart okoz. A kivételekről az egyes tudósok nem hozhatnak döntést, függetlenül attól, hogy mennyire elismert szakértői a saját kutatási területüknek, ez a valamennyi zoológus felett álló Nemzetközi Zoológiai Nomenklatúrabizottság (ICZN) feladata. A Bizottság eljár a számára benyújtott javaslatokkal kapcsolatban is. Megjegyzendő, hogy az „ICZN” betűszó a Bizottságra utal és nem a Kódexre[forrás?]. A betűszó téves használata a taxonómusok között is előfordul.
A Kódex nem ismeri a precedens fogalmát, azaz minden vitás ügyről közvetlenül a szabálygyűjtemény alapján döntenek, függetlenül az esetleges korábbi hasonló döntésektől.

## Szabályok és példák az alkalmazásukra
Egy élőlény vagy csoport elsőként publikált neve elsőbbséget élvez; a későbbi nevek fiatal szinonimáknak számítanak és nem tekintendők érvényesnek.
- 1855-ben John Edward Gray két szarv alapján alkotta meg az Antilocapra anteflexa nevet egy villásszarvú antilop számára. Jelenleg azonban a fajt a George Ord által 1815-ben nyilvánosságra hozott Antilocapra americana szokatlan példányának tartják. Ord elnevezése elsőbbséget élvez, így az Antilocapra anteflexa fiatal szinonimává vált.
- 1856-ban Johann Jakob Kaup Leptocephalus brevirostrisnek nevezett el egy új angolnafajt. Azonban 1893-ban kiderült, hogy a Kaup által leírt élőlény tulajdonképpen egy európai angolna. Az európai angolnának Carl von Linné 1758-ban a Muraena anguilla nevet adta, Franz Paula von Schrank pedig 1798-ban az Anguilla nembe sorolta be. Így az Anguilla anguilla jelenleg a faj érvényes neve, míg a Leptocephalus brevirostris egy fiatal szinonima.

A név elsőként publikált használata elsőbbséget élvez; a név azonos írásmódú későbbi használata egy másik élőlényre vonatkozóan fiatal homonimának számít, és helyettesítő nevet igényel.
- 1797-ben Georges Cuvier létrehozta az Echidna nemet egy hangyászsünféle számára. 1777-ben viszont Johann Reinhold Forster már publikálta az Echidna nevet egy murénafélével kapcsolatban. Ezáltal Forster névhasználata elsőbbséget élvez, míg a Cuvier-féle név fiatal homonimává válik; 1811-ben Johann Karl Wilhelm Illiger megalkotta a Tachyglossus nevet, ami érvényes helyettesítő névvé, azaz nomen novummá vált.

Az elsőként közreadott fajleírás rögzíti a faj jelzőjét, ami abban az esetben is megmarad, ha a faj később új nembe kerül át, kivéve akkor, ha ezzel homonima jönne létre.
- A közönséges csimpánz 1799-ben a Simia troglodytes nevet kapta Johann Friedrich Blumenbachtól; 1816-ban Lorenz Oken áthelyezte a fajt a Pan nembe, így a jelenlegi érvényes név Pan troglodytes.
- 1844-ben két madagaszkári kígyófaj ugyanazt a jelzőt, a madagascariensist kapta André Marie Constant Dumériltől és Gabriel Bibrontól – így létrejött a Pelophilus madagascariensis és a Xiphosoma madagascariensis. George Albert Boulenger 1893-ban a korábbi fajt a Boa nembe helyezte át, így az új név Boa madagascariensis lett. 1991-ben, mikor a Michiani Egyetem Zoológiai Múzeumában (Museum of Zoology at the University of Michigan) dolgozó Arnold G. Kluge áthelyezte a Xiphosoma madagascariensist a Boa nembe, a Boa madagascariensis érvénytelen névvé, másodlagos fiatal homonimává vált. Ezért Kluge a faj nevét Boa manditrára cserélte. Ez a példa egy olyan esetet mutat be, ahol a (hagyomány szerint elfogadott, de később vitatottá vált) nem egyezmény kerül előtérbe. Ugyanis egy melléknévi faj jelzőnek – néhány kivételtől eltekintve –, meg kell felelnie azon nem nyelvtani nemének, amelybe beletartozik. Amikor egy fajt áthelyeznek, emiatt gyakran megváltozik az írásmódja. A Xiphosoma nem semleges nemű, ezért a faj eredeti írásmódja madagascariense, ami a semleges nemű alak – ám az írásmód madagascariensisre  változik, ha a faj a Boa nembe kerül át. Azok a jelzők, amelyek főnevek vagy tetszőleges betűkombinációk, nem változnak meg, de ez a név megjelenése alapján nem mindig nyilvánvaló, így például a manditra, amely egy főnév, nem fog megváltozni. a Pelophilus nembe történő áthelyeződéskor (azaz Pelophilus manditra  lesz és nem Pelophilus manditrus). Az áthelyezéseknél történő változások, illetve a latin nyelvtan zavarai miatt számos helytelen név jelenik meg nyomtatásban, illetve vezethet téves eredményre a névváltozatokra történő automatikus kereséseknél (például az atra és az ater jelző ugyanarra a fajra utal). Ennek megfelelően sok laikus, valamint a tudósok egy része ellenzi e régi gyakorlathoz való ragaszkodást.

A nomenklatúra stabilitása értekében az elsőbbség szabálya megfordítható, ha a fiatal nevet hosszú ideje széles körben használják.
- Carl Linné 1758-ban a házi macska számára a Felis catus nevet adta; Johann Christian Daniel von Schreber 1775-ben a vadmacskát Felis silvestrisnek nevezte el. Azoknak a taxonómusoknak, akik a kétféle macskát egyetlen fajnak tekintik, az elsőbbség szabálya szerint mindkettőt F. catusnak kell nevezniük, de a legtöbb biológus a gyakorlatban a vadmacskára F. silvestris néven hivatkozik. 2003-ban a Bizottság kiadott egy szabályt, amely „megőrizi 17 név használatát azoknál a vad fajoknál, amelyeket korábban vagy egy időben neveztek el a háziasított változatokkal”, és nomen protectumként jóváhagyja az F. silvestris használatát a vadmacska esetében. Azok a taxonómusok, akik a házi macskát a vadmacska alfajának tekintik, az F. silvestris catus nevet használják, az F. catus pedig megmarad azok számára, akik a házi macskát külön fajnak tartják.[1]

## Fordítás
- Ez a szócikk részben vagy egészben az International Code of Zoological Nomenclature című angol Wikipédia-szócikk ezen változatának fordításán alapul.  Az eredeti cikk szerkesztőit annak laptörténete sorolja fel. Ez a jelzés csupán a megfogalmazás eredetét és a szerzői jogokat jelzi, nem szolgál a cikkben szereplő információk forrásmegjelöléseként.

## Külső hivatkozások
- ICZN website. [2015. augusztus 1-i dátummal az eredetiből archiválva]. (Hozzáférés: 2009. február 4.)
- Text of the code. [2009. május 24-i dátummal az eredetiből archiválva]. (Hozzáférés: 2009. február 4.)
- ZooBank: The World Register of Animal Names. [2021. január 15-i dátummal az eredetiből archiválva]. (Hozzáférés: 2009. február 4.)
- Proposed amendment of the International Code of Zoological Nomenclature to expand and refine methods of publication. [2008. december 27-i dátummal az eredetiből archiválva]. (Hozzáférés: 2009. február 4.)